# 九州工業大学
九州工業大学（きゅうしゅうこうぎょうだいがく、英語: Kyushu Institute of Technology）は、福岡県北九州市戸畑区仙水町1-1に本部を置く日本の国立大学。1909年創立、1949年大学設置。大学の略称は九工大（きゅうこうだい）。
英字ではKITと略してきたが、現在ではインターネットのドメイン名に使用しているKyutechが多く用いられる。

## 概要
東京帝国大学（現在の東京大学）の総長を務めた山川健次郎と安川財閥の創始者である安川敬一郎によって、1909年（明治42年）に卒業生に工学士の称号を授ける工学の最高学府たる4年制の明治専門学校（私立の旧制工業専門学校）として開校（安川敬一郎は明治専門学校以外に安川電機、明治鉱業、黒崎窯業（現・黒崎播磨）、明治専門学校附属小学校（現・明治学園）等を設立した）。初代総裁として招聘された山川健次郎の裁量によって、建物の設計は当代一流の建築家・辰野金吾博士に依頼され、校長は当時わが国工業界最高の指導者であった的場中博士が迎えられ、教授陣を東京帝国大学卒業生（専門科目）東京外国語学校卒業生（英語）陸軍士官学校卒業生（体育）から採用し、基礎と実験が、また科目としては英語と体育も重視された。
1921年（大正10年）に官立に移管され、1949年（昭和24年）5月31日に国立九州工業大学として設置された。国立大学の中では唯一の情報工学部を持ち、また大学院生命体工学研究科は北九州学術研究都市に進出していて、安川電機、早稲田大学、北九州市立大学、九州歯科大学、産業医科大学、英国クランフィールド大学、理化学研究所脳科学総合研究センターなどと連携している。九州最大の工業地帯である北九州工業地帯に位置する国立工業大学であり、わが国の産業発展と人材育成に努めている。
小惑星イトカワに到達した小惑星探査機はやぶさ (MUSES-C) の試験を行ったことでも有名。卒業生の就職率が良く、企業からは非常に高い評価を得ており、その実力は各界で高く評価されている。
明治専門学校には、政治家では尾崎行雄、犬養毅、大隈重信、原敬を始めとする首相、閣僚級の人々、学者では長岡半太郎、手島精一、実業家では益田孝、渋沢栄一、團琢磨、藤山雷太他の重鎮等、多くの著名人が来校している。
明治専門学校の卒業生である藤田哲也博士は、気象学のノーベル賞と呼ばれる「フランス航空宇宙アカデミー金メダル」を受賞しており、気象学の研究者として世界的な評価を受けていた。

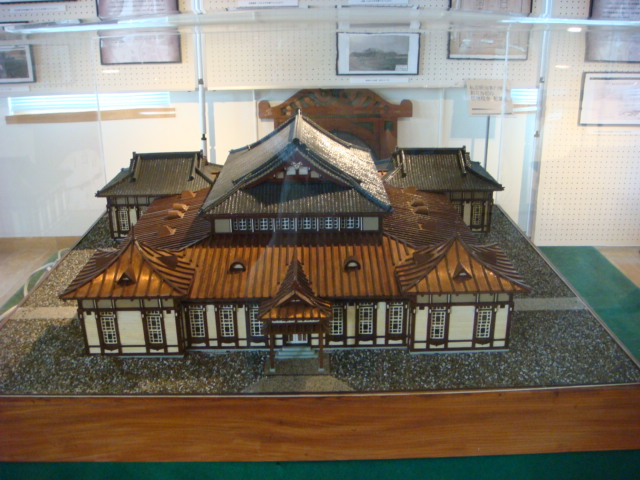
明治専門学校旧本館のR50分の1模型（辰野金吾の設計、九州工業大学資料館にて）

## 建学の理念
初代総裁である山川健次郎が示した『技術に堪能(かんのう)なる士君子』という理念がある。ただの技術者を育てるのではなく、技術に精通した士君子(gentleman)を育てもって日本を支える人材を育成しようとされた山川健次郎、安川敬一郎両人の教育に対する思いが込められている。
学校の創立構想では、理学学校として出発し失敗した東京専門学校（早稲田大学の前身）の大隈重信の忠告もあり、文系学部も順次創部し、将来的に総合大学にするという構想から、校名に「工業」の言葉を入れなかった。
設立当時、理工系では東京、京都両帝国大学にしか与えられていなかった「工学士」の称号を卒業生に授与できた私学は同年開講した早稲田理工科と明治専門学校の2校だけであった。明治専門学校は私学の雄として「西の明専、東の早稲田」と呼ばれるようになり、官立に移管後も卒業生に工学士の称号を授ける伝統ある4年制の専門学校としてその名を全国に轟かせた。
2013年3月には、明治専門学校の卒業生である中村孝博士より「母校創立の精神と、明専～九州工大と連なる輝かしい伝統に想いを馳せ、100年の歩みを伝えるような記念館を、創っていただくようお願いいたします」との書信とともに九州工業大学創立100周年記念の記念館の建設費として5億円に上る巨額な寄付を頂き建設された「百周年中村記念館」が開館した。
現在ではさらに、教育・研究の高度化を行い、「知と文化の情報発信拠点」として、また、教育・研究機関として次世代産業の創出・育成に貢献し、個性豊かな工学系総合大学を目指して、生命原理の学際的工学などの学術的な新たな試みが多くされている。

## 沿革

### 略歴
北九州の炭鉱事業の隆盛と1901年（明治34年）の官営八幡製鐵所の開設を契機として、わが国の重化学工業の勃興期に工業化推進の中核的人材を養成する目的をもって、製鉄を中心とする北九州工業地帯に、1907年（明治40年）に日本で初めての4年制の工業専門学校「私立明治専門学校」として設立された。
その後、1921年（大正10年）の官立明治専門学校、1944年（昭和19年）の官立明治工業専門学校を経て、1949年（昭和24年）に国立九州工業大学と変遷し、1965年（昭和40年）には、工学部に新たに大学院工学研究科修士課程を設置し、1988年（昭和63年）には、同博士課程を設置した。この間、北九州のみならず、広く日本の産業化と社会発展に貢献すべき技術者の養成にかかわる高等教育機関として発展を重ねるとともに、工業地帯に位置する工業大学として教育と研究を通じ、地域社会との連携を強化してきた。
1986年（昭和61年）には、社会における情報技術の急速な進歩に対応するため、全国で初の情報系総合学部である情報工学部を筑豊地区の飯塚市に設置し、1991年（平成3年）には、大学院情報工学研究科修士課程、1993年（平成5年）には同博士課程を設置した。
その後、2000年（平成12年）には、生命体のもつ優れた機能を工学的に実現することを目指し、独立研究科として大学院生命体工学研究科博士課程を北九州市若松区に設置した。
そして、2004年（平成16年）の国立大学法人化とともに国立大学法人九州工業大学となり、2008年（平成20年）には、社会経済の急速な発展に迅速かつ弾力的に対処するための大学院・学部改組を行い、教育組織と研究組織を機能的に分離した学府・研究院方式を適用し、工学研究科を廃止して工学府・工学研究院として設置するとともに、情報工学研究科を廃止して情報工学府・情報工学研究院として設置し、現在、2学部、2大学院学府、2大学院研究院、1大学院研究科から構成された工学系大学として最先端の教育と研究を行っている。
さらに、第4期科学技術基本計画に示されている「産業界で必要とされる複数の専門分野にまたがる基礎的な能力を育成する」ため、2014年（平成26）年には、博士後期課程を従来の専攻の壁を超えた融合型の1専攻へ再編した。これまでに、6万人を超える卒業生、修了生を送り出している。

### 年表

#### 明治
- 1907年7月23日 私立明治専門学校設立認可
- 1909年4月1日 私立明治専門学校開校式挙行（4年制）第1回入学者57名
- 1913年
  - 3月14日 卒業生に明治専門学校工学士称号付与
  - 3月23日 第1回卒業証書授与式挙行（卒業生44名）
- 1915年11月14日 明専学士会（同窓会組織）発足
- 1917年５月29日 中華民国留学生7名を予科生として入学許可

#### 大正
- 1921年3月30日 官立明治専門学校となる（4年制）

#### 昭和
- 1929年1月1日 同窓会を改称し明専会となる
- 1944年4月1日 明治工業専門学校（3年制）に改称
- 1949年5月31日 新制国立大学として九州工業大学設置
- 1951年
  - 3月31日 明治工業専門学校が廃止された
  - 4月1日 九州工業大学短期大学部（夜間3年制）を併設
- 1952年4月1日 工業教員養成課程設置
- 1954年4月1日 工学専攻科設置
- 1959年4月1日 工学部第二部設置
- 1961年3月31日 九州工業大学短期大学部廃止
- 1965年
  - 3月31日 工学専攻科廃止
  - 4月1日 大学院工学研究科修士課程設置
- 1986年10月1日 飯塚キャンパス（情報工学部）設置
- 1988年
  - 3月31日 工業教員養成課程廃止
  - 1988年4月1日 大学院工学研究科博士課程設置、工学部学科改組

#### 平成
- 1991年4月1日 大学院情報工学研究科修士課程設置
- 1993年4月1日 大学院情報工学研究科博士課程設置
- 2001年4月1日 若松キャンパス、大学院生命体工学研究科（独立研究科・博士課程）設置
- 2003年4月1日 21世紀COEプログラムに採択
- 2004年4月1日 国立大学法人法により国立大学法人へ移行
- 2008年4月1日 工学部改組、工学研究科・情報工学研究科がそれぞれ工学府・情報工学府に改組・名称変更
- 2009年2月6日 近代化産業遺産続33（22技術者教育 - 九州工業大学関連遺産）として、正門・守衛所・学生支援プラザ（旧標本資料室）・屋外展示物（バックトン引張試験機・ゐのくち式ポンプ・立て型削り盤・回転変流機・ペルトン水車・往復動型空気圧縮機）・実習工場A棟の所蔵物（平削盤・ジグボーラー・ラジアルボール盤）・実験1号棟の所蔵物（蒸気機関）が認定された。
- 2009年5月28日 創立100周年
- 2013年4月1日 MSSC（海外教育研究拠点）設置
- 2014年4月1日 大学院を改組

## 学部・大学院

### 学部
学部と類（2018年度入学生以降）
入学者は、まず1年次で「類」に所属し、2年生進級時に「学科」配属を行う。「類別入試」は進路選択のミスマッチを無くし、社会的ニーズに応えられる人材教育を可能にする。

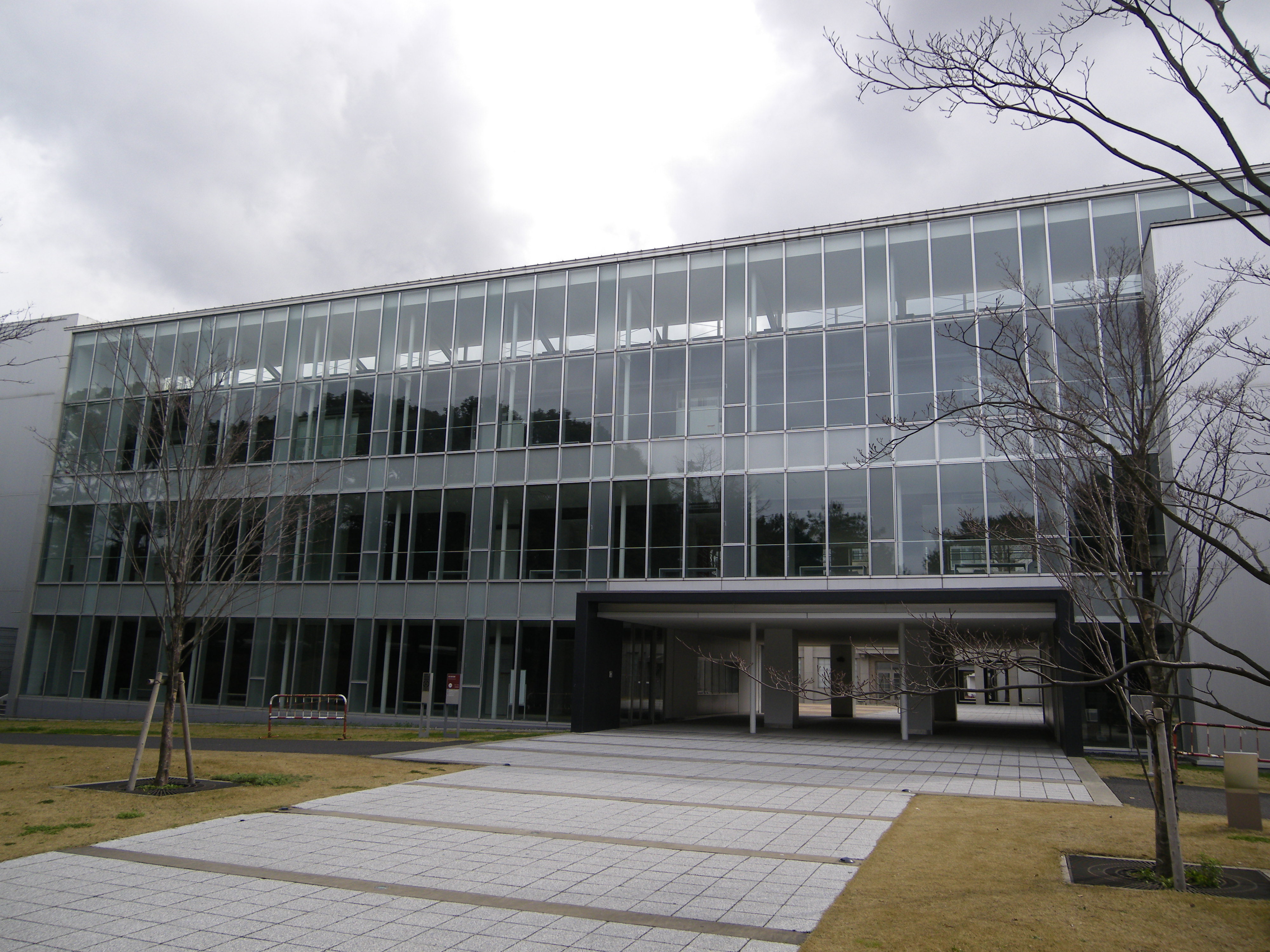
戸畑キャンパス総合教育棟

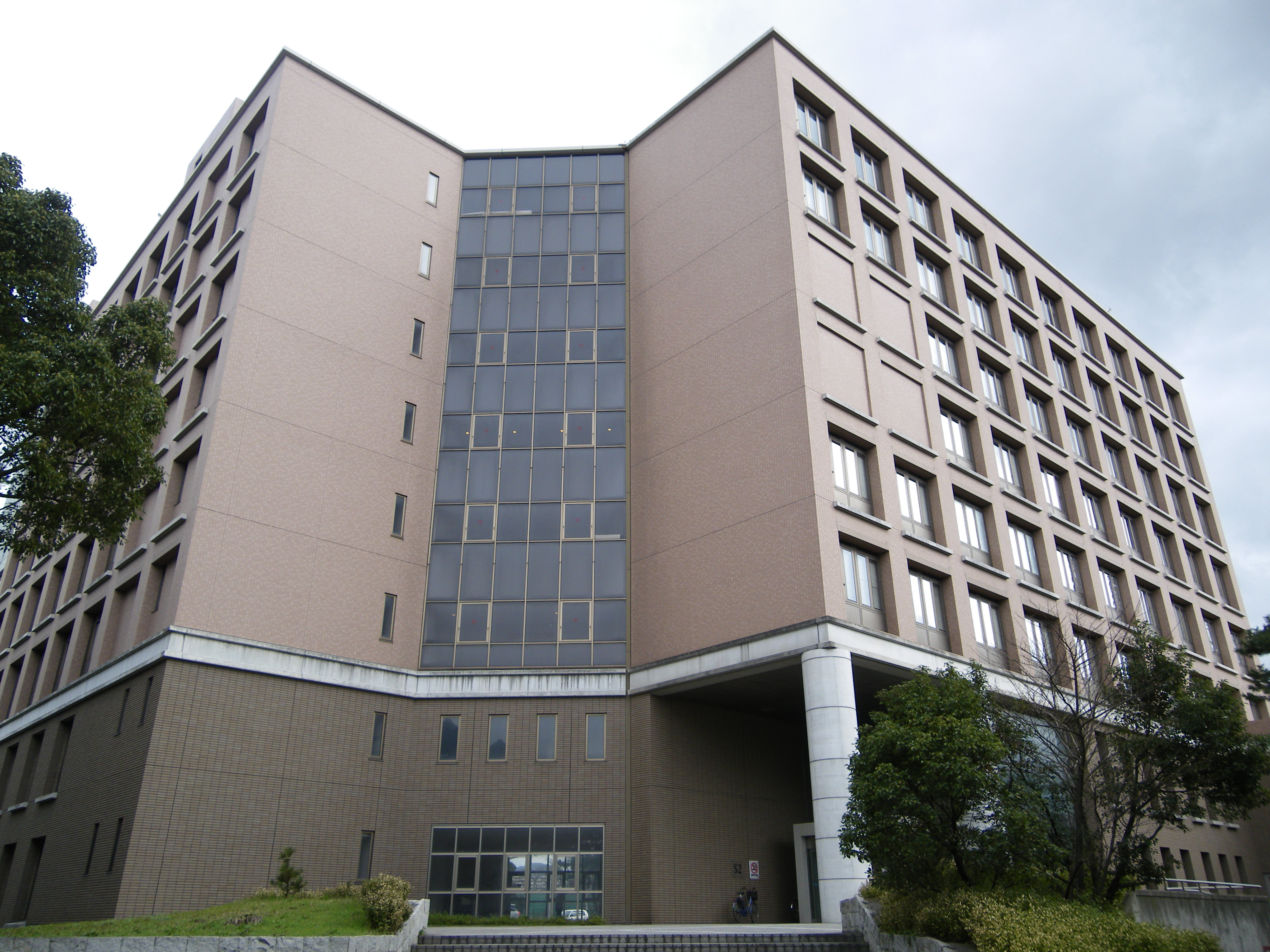
戸畑キャンパス総合研究棟

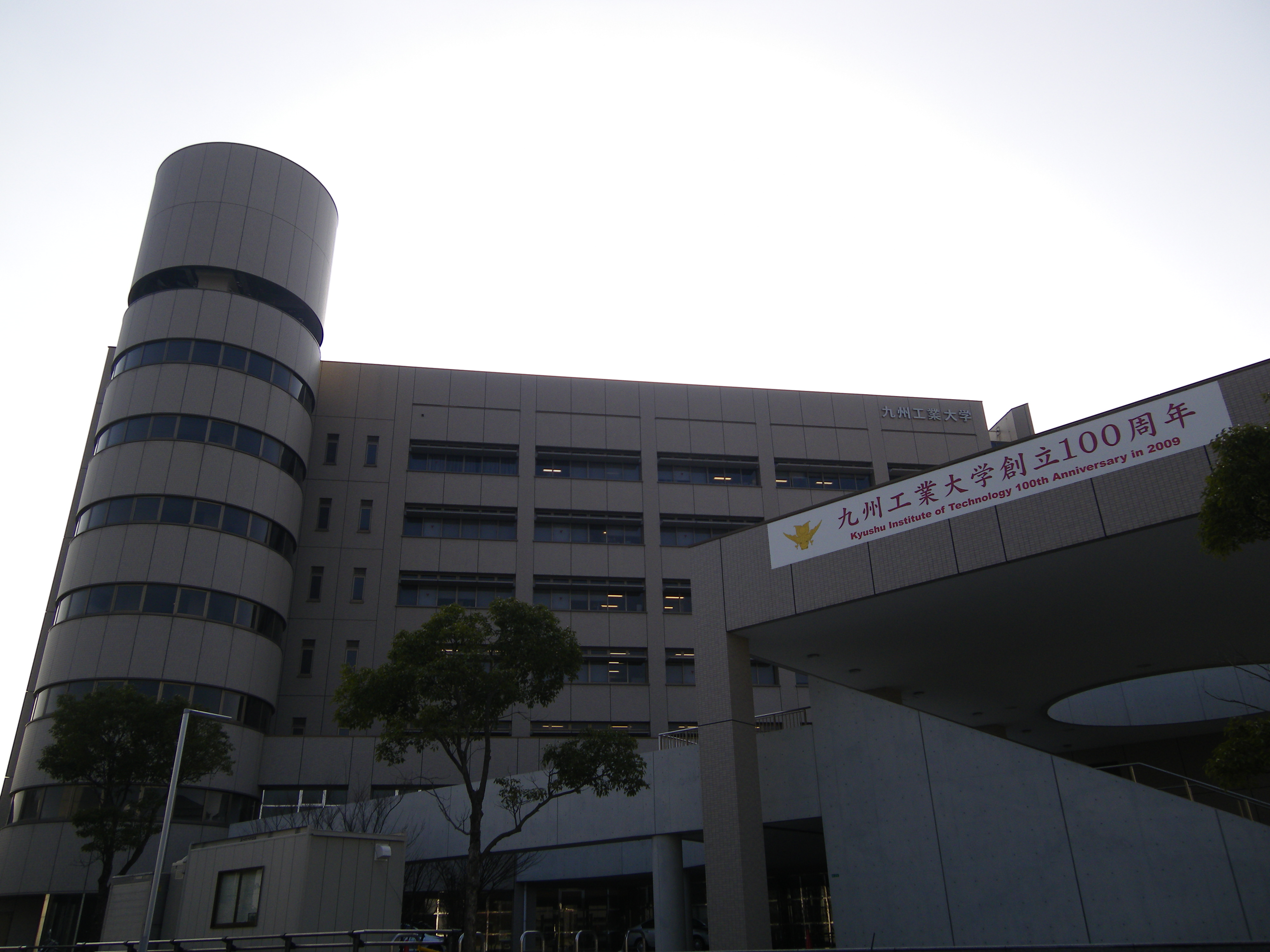
若松キャンパス（大学院生命体工学研究科）

| 学部       | 類                            | 学科               | コース                     |
| ---------- | ----------------------------- | ------------------ | -------------------------- |
| 工学部     | 工学1類（建設社会系）         | 建設社会工学科     | 建築学コース               |
| 工学部     | 工学1類（建設社会系）         | 建設社会工学科     | 国土デザインコース         |
| 工学部     | 工学2類（機械知能・宇宙系）   | 機械知能工学科     | 機械工学コース             |
| 工学部     | 工学2類（機械知能・宇宙系）   | 機械知能工学科     | 知能制御工学コース         |
| 工学部     | 工学2類（機械知能・宇宙系）   | 宇宙システム工学科 | 機械宇宙システム工学コース |
| 工学部     | 工学2類（機械知能・宇宙系）   | 宇宙システム工学科 | 電気宇宙システム工学コース |
| 工学部     | 工学3類（電気電子・宇宙系）   | 電気電子工学科     | 電気エネルギー工学コース   |
| 工学部     | 工学3類（電気電子・宇宙系）   | 電気電子工学科     | 電子システム工学コース     |
| 工学部     | 工学3類（電気電子・宇宙系）   | 宇宙システム工学科 | 同上                       |
| 工学部     | 工学4類（応用化学系）         | 応用化学科         | 応用化学コース             |
| 工学部     | 工学5類（マテリアル・宇宙系） | マテリアル工学科   | マテリアル工学コース       |
| 工学部     | 工学5類（マテリアル・宇宙系） | 宇宙システム工学科 | 同上                       |
| 情報工学部 | 情工1類（先端情報工学系）     | 知能情報工学科     | データ科学コース           |
| 情報工学部 | 情工1類（先端情報工学系）     | 知能情報工学科     | 人工知能コース             |
| 情報工学部 | 情工1類（先端情報工学系）     | 知能情報工学科     | メディア情報学コース       |
| 情報工学部 | 情工1類（先端情報工学系）     | 情報・通信工学科   | ソフトウェアデザインコース |
| 情報工学部 | 情工1類（先端情報工学系）     | 情報・通信工学科   | 情報通信ネットワークコース |
| 情報工学部 | 情工1類（先端情報工学系）     | 情報・通信工学科   | コンピュータ工学コース     |
| 情報工学部 | 情工2類（学際情報工学系）     | 知能情報工学科     | 同上                       |
| 情報工学部 | 情工2類（学際情報工学系）     | 情報・通信工学科   | 同上                       |
| 情報工学部 | 情工2類（学際情報工学系）     | 知的システム工学科 | ロボティクスコース         |
| 情報工学部 | 情工2類（学際情報工学系）     | 知的システム工学科 | システム制御コース         |
| 情報工学部 | 情工2類（学際情報工学系）     | 知的システム工学科 | 先進機械コース             |
| 情報工学部 | 情工2類（学際情報工学系）     | 物理情報工学科     | 電子物理工学コース         |
| 情報工学部 | 情工2類（学際情報工学系）     | 物理情報工学科     | 生物物理工学コース         |
| 情報工学部 | 情工2類（学際情報工学系）     | 生命化学情報工学科 | 分子生命工学コース         |
| 情報工学部 | 情工2類（学際情報工学系）     | 生命化学情報工学科 | 医用生命工学コース         |
| 情報工学部 | 情工3類（自然情報工学系）     | 物理情報工学科     | 同上                       |
| 情報工学部 | 情工3類（自然情報工学系）     | 生命化学情報工学科 | 同上                       |

学部と学科（2017年度入学生まで）
| 学部       | 学科                   | コース                 |
| ---------- | ---------------------- | ---------------------- |
| 工学部     | 建設社会工学科         | 建築学コース           |
| 工学部     | 建設社会工学科         | 都市環境デザインコース |
| 工学部     | 機械知能工学科         | 宇宙工学コース         |
| 工学部     | 機械知能工学科         | 機械工学コース         |
| 工学部     | 機械知能工学科         | 知能制御工学コース     |
| 工学部     | 電気電子工学科         | 電気工学コース         |
| 工学部     | 電気電子工学科         | 電子工学コース         |
| 工学部     | 応用化学科             |                        |
| 工学部     | マテリアル工学科       |                        |
| 工学部     | 総合システム工学科     |                        |
| 情報工学部 | 知能情報工学科         |                        |
| 情報工学部 | 電子情報工学科         |                        |
| 情報工学部 | システム創成情報工学科 |                        |
| 情報工学部 | 機械情報工学科         |                        |
| 情報工学部 | 生命情報工学科         |                        |

### 大学院
- 大学院工学府
  - 博士前期課程（修士課程）
    - 機械知能工学専攻
      - 機械工学コース
      - 宇宙工学コース
      - 知能制御工学コース

    - 建設社会工学専攻
      - 建築学コース
      - 地域環境デザインコース
      - 都市再生デザインコース

    - 電気電子工学専攻
      - システムエレクトロニクスコース
      - 電気エネルギーコース
      - 電子デバイスコース

    - 物質工学専攻
      - 応用化学コース
      - マテリアル工学コース

    - 先端機能システム工学専攻

  - 博士後期課程
    - 工学専攻
      - 機械知能工学領域
      - 建設社会工学領域
      - 電気電子工学領域
      - 物質工学領域
      - 先端機能システム工学領域

- 大学院情報工学府
  - 博士前期課程（修士課程）
    - 先端情報工学専攻
      - 知能情報工学分野
      - 電子情報工学分野

    - 学際情報工学専攻
      - システム創成情報工学分野
      - 機械情報工学分野
      - 生命情報工学分野

    - 情報創成工学専攻

  - 博士後期課程
    - 情報工学専攻
      - 知能情報工学分野
      - 電子情報工学分野
      - システム創成情報工学分野
      - 機械情報工学分野
      - 生命情報工学分野
      - 情報創成工学分野

- 大学院生命体工学研究科
  - 博士前期課程（修士課程）
    - 生体機能応用工学専攻
    - 人間知能システム工学専攻

  - 博士後期課程
    - 生命体工学専攻

## 学生生活

### 学園祭
九州工業大学には「工大祭」という学園祭がある。
「工大祭」は、毎年10月に戸畑キャンパスと飯塚キャンパスで行われるイベントで、プロコンサート企画、模擬店、学科展、サークル展、ロボットコンテスト等の企画がある。

### 部活動・サークル活動
工学部がある戸畑キャンパスと情報工学部がある飯塚キャンパスに多数の部活・サークルが存在し、課外活動を行っている。
- 工学部
  - 文化系サークル
    - アニメーション文化研究会
    - 軽音楽部サンダーボーイズジャズオーケストラ
    - 表千家茶道部
    - 自然科学部
    - 写真部
    - 吹奏楽部
    - So&Soes(音系サークル)
    - 美術部
    - フォークソング部野次馬
    - 舞踏研究部
    - Free Spirits(音系サークル)
    - 男声合唱団メンネルコール
    - 百人一首部

  - 体育系サークル
    - 合気道部
    - アイスホッケー部
    - アメリカンフットボール部
    - 空手道部
    - 弓道部
    - 剣道部
    - 航空部
    - 硬式庭球部
    - 硬式野球部
    - 準硬式野球部
    - 軟式野球部
    - サイクリング部
    - サッカー部
    - 自動車部
    - 柔道部
    - 少林寺拳法部
    - 水泳部
    - ソフトテニス部
    - 卓球部
    - バスケットボール部
    - バドミントン部
    - バレーボール部
    - ハンドボール部
    - ラグビー部
    - 陸上競技部

  - 同好会
    - Sweet Sky(軟式野球)
    - el vorracha（フットサル）
    - フライングディスクサークル
    - Brave Crew(ストリートダンス)
    - めいせんサークル
    - REDWING（バイク）
    - ポラリス（フットサル）
    - ぱーぷる（学習支援サークル）
    - プログラミング研究会
    - Kリーグ(サッカー)
    - バドミントンサークル
    - Foreign Students Sports Club(FSSC)
    - QTSS
    - KEPRA
    - バれーサークル
    - ゴルフサークルKK
    - ポーカーサークル
    - 九工大建築サークルカスミ荘
    - 九工大釣りサークル
    - 九工大Rowing（ボート競技）
    - アポロ99号（探検サークル）
    - テーブルゲーム部
    - ist(バスケ)
    - 映像研究会
    - けにちフェイダウェイズ（バスケ）
    - ボレーボレー（テニス）
    - アウトドア同好会
    - ウエイトリフティング同好会
    - Blue Lemon（スカッシュ）
- 情報工学部
  - 文科系サークル
    - C3 (Composite Computer Club)
    - Simulation&Roleplay研究部
    - 軽音楽部
    - アニメーション研究部
    - 交響楽団
    - 無線部
    - 映画研究部
    - ジャグリングクラブPirouette
    - D.E.C.
    - 表千家茶道研究会
    - カメラ部
    - 競技麻雀研究会
    - ロボット製作部　RoDEP

  - 情報工学部体育系サークル
    - バドミントン部
    - 男子バレーボール部
    - 男子バスケットボール部
    - ハンググライダー部
    - S.T.T(硬式テニス部)
    - サイクリング部
    - 軟式野球部
    - 秀心流合気道部
    - 陸上競技部
    - 剣道部
    - サッカー部
    - ラグビー部
    - 卓球部
    - フットサル部
    - 自動車部
    - ソフトテニス部
    - 弓道会

  - 同好会
    - マーキュリー(硬式テニス)
    - BRICKS(バスケットボール)
    - Free Style(ダンス)
    - T.H.A.N.K.S.(バレーボール)
    - フィギュアスケートクラブ
    - みどり会
    - 地球っ子ネットワーク
    - 囲碁将棋サークル
    - e-car
    - ラブライブ!研究会
    - 競技かるた同好会
    - CHEERS（国際交流）
    - 九工大クイズ研究サークル
    - ボードゲーム同好会
    - 競技プログラミングサークル
    - サッカーサークル
    - 珈琲同好会
    - OMCAS（オムカス）
    - 漫画研究会
    - Comet
    - ソフトテニスサークル”SOF”
    - VTuber研究会
    - 東方求徹区
    - D＆D
    - STRAW
    - 数理科学サークル
    - スマッシュブラザーズJK
    - 天文部

### 学生プロジェクト・萌芽的プロジェクト
課題探究とその解決能力を涵養し、工学基礎力と共に、コミュニケーション能力、および幅広い教養を身につけ、企業や社会において先導的リーダーシップを発揮することのできる創造的人材の育成を目的として、九州工業大学は学生グループや団体に活動経費を支援している。
- 九工大衛星開発プロジェクト
  - 本学の創立100周年を記念し、2006年にこのプロジェクトは始動。このプロジェクトでは、衛星の設計から打ち上げ後の運用までを学生の手で行う。また、宇宙空間で耐えられるかどうかを確かめる宇宙環境試験は、その殆どを九工大超小型衛星試験センターで実施している。多くの実績と、それによる高い評価を受けている。
  - 鳳龍弐号
    - 九工大衛星開発プロジェクトの学生チームが開発した超小型人工衛星「鳳龍弐号」は、2012年5月18日に宇宙航空研究開発機構 (JAXA) のH-IIAロケット21号機に搭載されて打ち上げられた[19][20][21][22]。宇宙空間における太陽電池アレイによる発電実験を行い、330から350ボルトの発電に世界で初めて成功した[23][24][25]。

  - 鳳龍四号
    - 独立行政法人宇宙航空研究開発機構(JAXA)が提供する平成27年度打ち上げ予定のASTRO-H相乗り小型副衛星の１つとして、開発中の「放電実験衛星 鳳龍四号」が選定された[26]。鳳龍四号は鳳龍弐号のミッションを継承し、世界初の試みとして「高電圧太陽電池放電の画像取得と電流計測」に挑む。
    - 2016年2月17日に打ち上げられたH2Aロケット30号機に搭載の超小型実験衛星「鳳龍四号」は、宇宙空間で人為的に起こした放電現象の撮影と、放電時の波形計測に成功。ともに世界初の快挙となった[27][28][29]。

- ARLISS（A Rocket Launch for International Student Satellites）
  - 毎年9月上旬に米国ネバダ州ブラックロック砂漠で行われる、大学生を主とした小型模擬人工衛星(CanSat)打ち上げイベントであるARLISSに、九州工業大学の学生チームが参加している[30]。

- KIT CANSAT Project
  - 空き缶サイズの超小型衛星であるCANSATの競技会に、九州工業大学の学生チームが参加している[31]。活動を通して衛星のバス部分の基礎学習、電気回路、電子回路、マイコンの基礎を学習することを目的とする。また、チームで一つのものを開発するプロジェクトの運営についても学習する。

- ロボカップ＠ホームリーグ
  - 自律移動型ロボットによる競技大会であるロボカップジャパンオープンのサッカー中型ロボットリーグで、大学院生命体工学研究科を中心とするHibikino-Musashiチームは、6年連続で優勝している[32][33][34][35][36]。また、ロボカップ2011世界大会では、テクニカルチャレンジで1位、トーナメントで6位に入賞した[37]。

- ロボカップレスキュー実機リーグへの出場
  - 九州工業大学情報工学部(飯塚キャンパス)で活動しているロボット製作サークルであるRoDEPがロボカップに出場している[38][39]。
- 自律移動ロボット製作プロジェクト
  - 九州工業大学の自律移動ロボット制作チームがつくばチャレンジに出場している[40][41][42]。

- KIT-formula
  - 公益社団法人自動車技術会が主催する全日本学生フォーミュラ大会に、九州工業大学の学生チームが出場している[43]。

- KIT EV formula Vol Tech 
  - 公益社団法人自動車技術会が主催する全日本学生フォーミュラ大会の電気自動車部門に出場するために、学生チームが車両を製作している[44][45]。

- GPレーサープロジェクト
  - 本田技研工業、カワサキモータースジャパン、スズキ、ヤマハ発動機などのオートバイ関連企業がスポンサーである全日本ロードレース選手権に、学生チームがオリジナルレーシングバイクを開発し参戦するプロジェクト[46]。九州ロードレース選手権では2009年（平成21年）、2010年（平成22年）において年間優勝し、2年連続の優勝を果たした[47]。

## 対外活動
- 電力系統制御工学講座
  - 九州工業大学と九州電力による寄附講座。九州工業大学工学部電気電子工学科では九州電力との産学連携活動、学内活動が盛んに実施されている[48]。また、九州電力による寄附講座では九州大学と九州工業大学の合同シンポジウムが開催されている[49]。

- 北九州学術研究都市連携大学院
  - 北九州市立大学、九州工業大学、早稲田大学が参加する連携大学院。北九州学術研究都市で行われている取組み。北九州市立大学を代表校とするカーエレクトロニクスコースと九州工業大学を代表校とするインテリジェントカー・ロボティクスコースがある[50][51]。

- 九州工業大学宇宙プロジェクト
  - 九州工業大学が開発した超小型人工衛星「鳳龍」からの画像データを活用して、小学生から大学院生・一般社会人まで年代相応の感性を生かした宇宙ベンチャーマインドを育成する[52]。

- 九州工業大学宇宙クラブ Kyutech Space Club
  - 工学部および大学院の学生チームはフランス南部にあるミサイル実験場で行われるロケット打ち上げ競技会へ向けて小型ロケット実験機を開発する[53][54][55][56][57]。

- 有翼ロケット「スペースプレーン」の開発
  - 工学部機械知能工学科の研究室の教員と学生たちが、スペースプレーンと呼ばれる有翼ロケットの開発に取組んでいる。平尾台（北九州市小倉南区）において、打上げ実験を行う。この開発プロジェクトはテレビ取材を受けている[58][59][60][61]。

- 21世紀COEプログラム「生物とロボットが織りなす脳情報工学の世界」
  - 北九州学術研究都市の九州工業大学大学院の専攻である脳情報専攻の21世紀COEプログラム「生物とロボットが織りなす脳情報工学の世界」は中間評価でA評価を受けている[62][63]。

- 大分県との連携協定
  - 企業集積が進んでいる大分産業界との連携を強化し、大分県内企業の技術力を向上し、産業の強化をするために協定を締結している[64][65]。

- 歯工学連携大学院
  - 九州工業大学と九州歯科大学は歯工学連携大学院の協定を締結し[66]、連携大学院を開設した[67]。戸畑キャンパスの歯工学連携教育研究センターを連携の拠点とし、歯学・工学を融合させた領域の教育研究を行う。

- 医工学連携協定
  - 九州工業大学、飯塚病院及び飯塚市は、相互の連携を強化し、医療分野の発展に資する医工学連携を推進するための協定を締結している[68][69][70]。

- 先導的ICT人材育成
  - 九州経済連合会と九州工業大学は九州経済の活性化、発展に資する高度ICT（（Information and Communication Technology：情報通信技術）人材の育成のため協定を締結している。大学・全学と経済界がICT人材育成に関する協定を締結するのは九州工業大学が九州初[71][72]。

- 大学eラーニング協議会
  - 大学での教育効果を高める為に、e-ラーニング技術（遠隔講義・オンライン学習技術）を用いた講義の支援や、学生の学習を支援する各種サービスを提供している[73]。

- 産業技術総合研究所、九工大及び北九州市の連携・協力協定
  - 共同研究や人材交流などを進めることで、わが国および北九州市の産業競争力の強化と、活力のある個性豊かな地域社会の形成・発展、地域産業の振興に寄与することを目的として締結された[74][75][76]。

- ロシアの理論物理学者との共同研究
  - 九工大教員とロシアの理論物理学者が共同研究を行い、特殊な磁気構造の材料に外部から磁力を与えると、磁力の増加に伴って電気抵抗が極端に増減するという新しい物理現象を発見した[77][78]。

- 九州歯科大学との共同研究
  - 九州歯科大と九工大の共同研究チームはがん細胞から生成される酵素を使って、30分程度で口腔がんを診断する手法を開発した[79][80][81]。

- 北九州学術研究都市産学連携フェアへの参加
  - 北九州学術研究都市で行われる産学連携フェアへ参加して研究成果などを出展し、テレビ取材を受けニュースで報道されている[82][83]。

- 4大学スクラム講座
  - 北九州市内の4大学（九州工業大学、九州歯科大学、産業医科大学、北九州市立大学）は、国公私立の大学間の垣根を越え連携し合い、単一の大学では実現できない講座を実施している[84][85][86]。

- 飯塚市に「バイオメディカルインフォマティクス研究開発センター」を開設
  - 九州工業大学、飯塚病院及び飯塚市が推進する「医工学連携」の取り組みの一環として、「バイオメディカルインフォマティクス研究開発センター」を開設した。九州工業大学は産業医科大学と研究者の交換を行うなど、医学部や病院と連携している[87][88][89][90]。

- 東京大学との共同研究
  - 東京大学、九州工業大学、水産総合研究センターの共同研究チームは、減少が危惧される高級魚の資源量を評価するための海底写真を海中ロボットで撮影することに成功した[91][92][93][94][95]。

- 「水中ロボットフェスティバル」の開催
  - 北九州市と九州工業大学社会ロボット具現化センター（若松区）などが企画した「水中ロボットフェスティバル」が開催された[96][97]。九州工業大学は、市民のみなさんに水中ロボットを間近で見る機会や最先端の水中ロボットを知ってもらう場を設けた。

- 「宇宙開発利用大賞」の経済産業大臣賞を受賞
  - 内閣府が募集した「宇宙開発利用大賞」の経済産業大臣賞を九州工業大学の宇宙環境技術ラボラトリーが受賞した。「宇宙環境技術に関する産学官連携研究と国際標準化に関する活動」をテーマに応募し、その実績が認められた[98][99]。

- 地域連携による「ものづくり」継承支援人材育成協働プロジェクト
  - 北九州市内の4大学（九州工業大学、産業医科大学、北九州市立大学、九州歯科大学）が、医療分野、福祉分野、工学・技術分野という専門性と特色を活かしつつ、学習内容を相互補完・拡充し、地域ニーズに応じた学際的職業人を育成する[100][101]。

- 完全封止できる円筒型色素増感太陽電池を開発
  - ウシオ電機と共同で、色素増感太陽電池に円筒型セル構造を採用し、完全封止に成功した[102][103]。次世代の太陽光発電として研究が進められている色素増感太陽電池の作製の中で、最も難しくコストがかかるのが封止プロセスである。安価で完全に封止する方法が求められていた。

- 北九州産業学術推進機構の大光量LED製品化に協力
  - 北九州産業学術推進機構の産学連携組織「ひびきのLEDアプリケーション創出協議会」は、大光量照明用LEDを2014年中に製品化する。LED照明で課題の放熱は北九州市立大学が、電源は九州工業大学の研究チームがそれぞれを担当する[104][105]。

- 竹ファイバーを使用した新材料を開発
  - 建築資材や自動車部品などへの活用が期待される新材料を開発した[106][107]。竹の繊維をプラスチックに混ぜることで強度が増し、熱による変形が抑制される。文部科学省の「大学発新産業創出拠点プロジェクト」に採択された[108]。また、竹の繊維を低コストで取り出す手法も開発した。

- 九州・沖縄オープンユニバーシティ Kyushu Okinawa Open University
  - 九州・沖縄の国立大学（九州工業大学、九州大学、福岡教育大学、佐賀大学、長崎大学、熊本大学、大分大学、宮崎大学、鹿児島大学、鹿屋体育大学、琉球大学）は、11国立大学間の協力連携[109]。

## 就職支援
- 九大・九工大生のためのJOBセミナー
  - 九州大学と九州工業大学の学生を対象とした就職セミナー。多数の有力企業が参加する。アクロス福岡で開催される。

- 就職セミナー・SPI模擬テスト・公務員模擬試験
  - 学生の希望と適正に合わせた就職ができるように実施される。各キャンパスで開催され、学生は自由に参加できる。

- 学内合同企業説明会
  - 就職セミナーの一環として、約300社の企業が参加しブース形式で事業内容や求人について説明する。各キャンパスで開催され、学生は自由に参加できる。

- 工学部キャリアセンター・情報工学部キャリアセンター・生命体工学研究科キャリアセンター
  - 学生に対する就職や求人の相談窓口となる施設が設置されている[110][111][112]。

- 就職担当教員・指導教員の配置
  - 学部・大学院の、各学科・専攻にそれぞれ就職担当教員が配置され、また各学生担当の指導教員が配置される。

- 明専会（同窓会）による就職支援
  - 九州工業大学の同窓会組織である明専会が九州工業大学と協同でキャリア育成セミナーを企画・実施している[113]。

- インターンシップ
  - 九州工業大学では夏期休暇などを利用して企業や官公庁で実務を経験する学外実習（インターンシップ）を勧めている[114]。インターンシップとは、学生が自らの専攻や将来の職業に関連した就業体験を行うことを意味するもので、実社会での仕事を体験できる。

## 現在の組織

### キャンパス
戸畑、飯塚、若松の3つのキャンパスを拠点とした学部・研究科・教育研究施設からなる。学部教育の拠点は戸畑キャンパス（工学部）と飯塚キャンパス（情報工学部）である。若松キャンパスは大学院生命体工学研究科の拠点となっている。
- 戸畑キャンパス・本部（福岡県北九州市戸畑区仙水町、北緯33度53分38.9秒 東経130度50分21.4秒）
- 飯塚キャンパス（福岡県飯塚市大字川津、1986年（昭和61年）設置、北緯33度39分12.6秒 東経130度40分21.6秒）
- 若松キャンパス（福岡県北九州市若松区ひびきの、2001年（平成13年）設置、北緯33度53分20.2秒 東経130度42分36.1秒）

### 教育研究施設
- 宇宙環境技術ラボラトリー
  - 宇宙航空研究開発機構 (JAXA) の小惑星探査機「はやぶさ」等の人工衛星の試験を行う[115]。

- 超小型衛星試験センター
  - 小型衛星や宇宙機器の開発を行なっている企業に対して「作ってすぐに試せる場」を提供することで宇宙産業振興に貢献することを企図している[116]。

- バイオマイクロセンシング技術研究センター
  - 国際的なヒトゲノム計画の成果をもとに情報が蓄積されて、医療分野へ役立てるべき試みが行われている[117]。

- エコタウン実証研究センター
  - 循環型社会実現の助けとなる、社会に受け入れられるシステムを開発することが目的の施設。 北九州エコタウンに位置する[118]。

- 先端エコフィッティング技術研究開発センター
  - 「レアメタルなど希少材料の不使用化」「低エネルギー化」「環境低負荷化」などを研究成果により実現し、技術の付加価値を高めることを目的とし、研究課題に取り組んでいる[119]。

- 産学連携推進センター
  - 民間企業等と九州工業大学との産学連携の掛け橋として設立された。成果として、商品化されているものや知的財産権(特許)がある[120]。

- 機器分析センター
  - 各種の高性能大型分析機器を共同利用することにより研究及び教育上の利便を図るとともに、分析技術の研究、開発を行なうことを目的として設置された[121]。

- マイクロ化総合技術センター
  - 集積回路の設計から電子部品の製造まで、半導体集積回路技術の理論と実践の教育を学生に行う。独自の電子部品を自由に試作できる研究環境を特徴としている[122]。

- ネットワークデザイン研究センター（東京・福岡）
  - 人間の活動を支え、助けるパートナーとしての次世代ネットワークをデザインする[123]。

- 先端金型センター
  - 「人づくり、ものづくり」拠点、先端金型技術の創成、高度金型技術者の育成と技術移転を目的とする[124]。

- 理数教育支援センター
  - 体験型理数学習開発の総合窓口として設立された。実験体験学習企画の開催、出前講義の受け付け、理数教育に関する各種相談を行う[125]。

- バイオメディカルインフォマティクス研究開発センター
  - 情報工学を医療の分野に応用することを目的とする[90]。

- 社会ロボット具現化センター
  - 次世代ロボット開発による新たな可能性やロボット市場の提示、人材育成による地域貢献を目的とする[126]。

- 九州工業大学附属図書館（戸畑）
  - 附属図書館情報工学部分館（飯塚）

- 情報科学センター
- 環境マネジメントセンター
- 情報通信技術教育センター
- 保健センター
- e-ラーニング事業推進室
- 九州工業大学サテライト福岡天神（天神イムズ内。旧称kyutechプラザ。2013年に改名。）

### その他施設
- 明専会館（戸畑） - レストラン・結婚式場（旧安川第五郎宅跡、同窓会組織・社団法人明専会による運営）
- 鳳龍クラブ（東京・新橋） - 交流施設（同窓会組織・社団法人明専会による運営）
- 九州工業大学生活協同組合 - 戸畑店・飯塚店
- 仙水荘 - 合宿施設
- 長陽山荘（熊本県阿蘇郡） - 合宿施設
- 百周年中村記念館

## 不祥事
2017年（平成29年）8月7日、パートタイム職員に対して不適切な発言によるハラスメントがあったことにより、事務職員を懲戒処分(戒告)としたと公表した。

## 国際交流
九州工業大学は世界各国に国際交流協定校を持ち、相互交流を行う。
- フランス
  - ロレーヌ大学
  - 国際宇宙大学
  - サンテティエンヌ国立高等鉱業学院
  - 航空宇宙高等学院
  - パリ高等機械工学院
  - ボルドー工科大学ENSEIRB-MATMECA大学院
- イギリス
  - クランフィールド大学
  - サリー大学
  - サウサンプトン大学工学部
- ドイツ
  - ブラウンシュバイク工科大学機械工学部
  - フラウンフォーファーIAIS研究所
  - クラウスタール工科大学
  - シュトゥツガルト大学電気情報工学部
- イタリア
  - サレント大学工学部
- スペイン
  - グラナダ大学
- ノルウェー
  - テレマーク大学芸術文化教育学部
- ポーランド
  - ニコラスコペルニクス大学物理・天体・情報学部
- ベルギー
  - ゲント大学
- トルコ
  - イスタンブール工科大学航空宇宙工学部
- アメリカ合衆国
  - オールドドミニオン大学
  - メイン大学
  - バージニア工科大学
  - 南カリフォルニア大学工学研究系
  - クラークソン大学
  - テキサス大学エルバソ校
- オーストラリア
  - シドニー工科大学
  - モナシュ大学
  - ウォロンゴン大学
- ニュージーランド
  - オークランド工科大学知識工学・知識発見研究所
  - ユニテック工科大学創造工業商業学部
- インド
  - インド工科大学デリー
  - SRM大学
  - バナラスヒンズー大学工学研究科
  - ラマン研究所
- パキスタン
  - メヘラン工学技術大学
- バングラデシュ
  - クルナ技術大学
  - ブラック大学
- タイ
  - タマサート大学
  - タマサート大学シリンドホーン国際工学部
  - マヒドル大学理学部
  - チュラロンコン大学理学部
  - キング・モンクット工科大学北バンコク校工学部、工業技術教育学部
  - ラジャマンガラ工科大学プラナコーン校
  - カセサート大学工学部
- ベトナム
  - FPT大学
  - ハノイ工科大学
  - ベトナム科学技術アカデミー化学研究所
  - ホーチミン科学大学

- インドネシア
  - バンドン工科大学
  - ディポネゴロ大学工学部
  - ブラウィジャヤ大学工学部
  - インドネシアイスラム大学産業技術学部
- マレーシア
  - プトラ大学
  - マレーシア工科大学
  - マレーシア国民大学
- フィリピン
  - フィリピン大学ディリマン校
- スリランカ
  - ペラデニヤ大学工学部・大学院理学研究科
- 台湾
  - 台湾科技大学
  - 国立成功大学理学院
  - 国立台北科技大学
  - 国立陽明大学生化学院
- モンゴル
  - モンゴル科学技術大学パワーエンジニアリング学部
  - モンゴル科学技術大学土木工学建築学部
- 韓国
  - 昌原大学校
  - 忠州大学校
  - 釜山大学校
  - 浦項工科大学校脳科学研究所
  - 慶北大学校 大学院電気工学・コンピュータサイエンス研究科
  - 韓国科学技術院 脳科学研究センター
  - 西江大学校工科大学
  - 東亜大学校工科大学・大学院
  - ハンバッ大学校
  - 淑明女子大学校
  - 韓国電子技術研究院
  - 嶺南大学校CK-1センター
  - 金烏工科大学校化学材料科学工学部
- 中国
  - 北京科技大学
  - 山東大学
  - 華東交通大学
  - 河南科技大学
  - 揚州大学
  - 華東師範大学
  - 長安大学
  - 西安電子科技大学
  - 西安交通大学
  - 清華大学熱能工程系
  - 中国農業大学
  - 東北大学機械工程及自動化学院
  - 復旦大学脳科学研究センター
  - 大連理工大学環境生命学院
  - 北京理工大学生命学院
  - 青島理工大学機械工程学院
  - 中国石油大学
  - 合肥工業大学
  - 香港科学技術大学生物工学部

## 大学関係者と組織

### 同窓会組織
- 一般社団法人 明専会
  - 会員は3万3千人以上、全国各地に60支部と中国北京市に1支部を設置している[129]。奨学金、語学賞、技術賞など、さまざまな支援を行っている[130][131][113][132]。